# Caso Flordelis
O Caso Flordelis refere-se ao assassinato do pastor Anderson do Carmo de Souza (Rio de Janeiro, 27 de março de 1977 – Niterói, 16 de junho de 2019) em 16 de junho de 2019 em Niterói, no Rio de Janeiro. Nesse dia, Anderson foi morto a tiros ao chegar em casa após ter ido caminhar com Flordelis, que disse aos policiais que o crime havia sido um latrocínio. Os criminosos usaram toucas ninja para evitar a identificação.
Segundo investigação da Polícia Civil, Anderson foi morto a mando da esposa, a deputada federal Flordelis, com participação de sete filhos do casal e uma neta, além de outras duas pessoas. O Ministério Público Estadual ofereceu denúncia contra Flordelis por homicídio triplamente qualificado e outros quatro crimes.

## Antecedentes: a dinâmica familiar
Anderson e Flordelis se conheceram durante um culto evangélico em 1993 e se casaram em 1994. Flordelis tinha três filhos biológicos: Adriano, Flávio e Simone. Anderson chegou a namorar Simone antes de se casar com Flordelis, que era dezesseis anos mais velha. Além dos três filhos de Flordelis e outros cinco filhos adotivos que constituíam a chamada "primeira geração" da família, o casal adotou outras 47 crianças, em geral encontradas nas ruas. A dinâmica familiar, no entanto, incluía um tratamento diferenciado entre os filhos: enquanto os da "primeira geração" tinham acesso a comida de melhor qualidade, geladeira e viviam no segundo andar da casa, numa área restrita, os demais 47 viviam numa área coletiva no primeiro andar da casa, comendo apenas pão sem manteiga no café da manhã e arroz, massa e salsicha no almoço e jantar. "O cenário surpreendeu investigadores e é bem diferente do que era relatado por Flordelis nas últimas décadas, de que era uma casa de amor e solidariedade", escreveu o G1 em 24 de agosto de 2020.
Anderson exercia todo poder familiar, inclusive controlando todo dinheiro, até mesmo o do Ministério Flordelis, depois rebatizado de Comunidade Evangélica Cidade do Fogo. O pastor era frequentemente descrito como "controlador" em relação à esposa, escolhendo as roupas que Flordelis usava e determinando os temas que seriam pauta em suas pregações perante os fieis do Ministério Flordelis. Além disso, Anderson era o responsável por administrar a vida financeira da família: costumava andar com grandes quantias de dinheiro na mochila a fim de distribuir a determinados filhos do casal e à própria Flordelis. Por este motivo, desentendimentos eram frequentes na dinâmica do casal, ao passo que Anderson queixava-se que a parlamentar gastava excessivamente.
Flordelis também foi acusada de desviar dinheiro de sua igreja para usá-lo em benefícios pessoais, como plano de saúde, e também em lazer. Uma das fiéis da igreja do casal afirmou que Flordelis e Anderson frequentavam uma casa de swing na Barra da Tijuca, onde a deputada tinha um quarto exclusivo, e constantemente saía de lá completamente bêbada. Flordelis defendeu-se nas redes sociais, aos gritos, dizendo que processaria a fiel por danos morais e que sua mãe, já idosa, não merecia sofrer com manchetes jornalísticas mentirosas.

## Investigações
Após a morte de Anderson do Carmo, iniciou-se a investigação sobre a sua morte. Flordelis e sua família informaram à polícia que o pastor seria uma vítima de latrocínio, porém os mesmos desconfiaram desta hipótese, pois não encontraram evidências suficientes para manter esta teoria.
A polícia começou as investigações e já no dia 17 de agosto acreditava que o crime pudesse estar ligado a uma desavença familiar. Nos dias que se seguiram, com o depoimento de um dos filhos (cujo nome não foi revelado), a polícia desvendou uma "trama familiar" que envolvia a possibilidade de outras tentativas de assassinato desde 2018, e o oferecimento de dinheiro para a prática do crime. Segundo o G1, a testemunha teria dito que a Flordelis e três filhas do casal colocavam arsênico na comida do pai, e que uma das irmãs teria oferecido R$ 10 mil ao irmão Lucas dos Santos para matar o pastor, que antes de falecer havia dado entrada no hospital por mais de oito vezes, com dores estomacais, mas o veneno não era encontrado.
Os peritos oficiais que investigaram os laudos médicos de Anderson concluíram existirem indícios de que as intoxicações poderiam causar sinais e sintomas de envenenamento, porém não poderiam confirmar.
A polícia também encontrou pesquisas no celular de Simone, filha da pastora. Ela procurava por “cianeto” e “cianeto nos alimentos” na internet. Marzy, filha afetiva, tinha um histórico de busca em seu celular de “alguém da barra pesada” e “assassinos onde achar”. Assim como mensagens um tanto confusas com seus familiares.
No dia 20 de junho, o filho biológico de Flordelis, Flávio dos Santos, foi preso por um mandato em aberto de violência doméstica contra sua ex-esposa, na delegacia admitiu ter dado seis tiros em Anderson (a perícia constatou mais de trinta perfurações). Ele também disse que Lucas havia comprado a arma. Ambos foram presos preventivamente por homicídio qualificado e porque já tinham as prisões pendentes por outros crimes.
Em setembro de 2019, Flordelis, em uma entrevista ao Fantástico, revelou uma suposta carta que recebeu de seu filho afetivo, Lucas Cezar dos Santos de Souza. Nesta carta, Lucas havia revelado que foi o autor do crime a pedido de seus irmãos Misael e Luan, que, em retorno, prometeram casa e emprego se o irmão matasse o pastor Anderson. Porém, após investigações, a polícia concluiu que esta carta não se passava de uma tentativa de atrapalhar as investigações da morte do pastor por meio de mensagens trocadas entre a ex-deputada e Andrea Santos Maia, esposa de Marcos Siqueira, que estava preso com Lucas e Flávio. Ao questionar Andrea, a polícia concluiu que ela havia levado esta carta para o seu marido na penitenciária. Ele a entregou a Lucas e solicitou que a copiasse em sua letra.  
Em agosto de 2020, 6 familiares da ex-deputada foram presos suspeitos de terem envolvimento com a morte do pastor. Entre eles, Simone dos Santos, Marzy Teixeira da Silva, André Luiz de Oliveira, Carlos Ubiraci Francisco da Silva, Adriano dos Santos e Rayane dos Santos Oliveira. Essa operação foi conhecida como “Lucas 12”. Flordelis não foi presa por ter imunidade parlamentar, mas, pouco tempo depois da operação, a juíza Nearis Arce determinou que a pastora usasse tornozeleira eletrônica, pois acreditava que Flordelis estava interferindo na investigação.
A possível motivação do crime foi financeira, pois Flordelis estava insatisfeita que seu marido tivesse o controle financeiro e patrimonial de toda a família. Segundo as investigações da polícia, a pastora não queria desmoralizar-se perante os fiéis de sua igreja com um divórcio, sendo mais aceitável ficar viúva. Segundo as próprias palavras de Flordelis, encontrada em troca de mensagens de seu celular: Fazer mais o quê? Se separar eu não posso, porque não posso escandalizar o nome de Deus. Isso não!
Durante as investigações, filhas do casal alegaram que o pastor cometia abusos sexuais contra suas próprias filhas e netas na casa. Estes abusos acreditam ser possíveis motivações para as tentativas de assassinato e homicídio de Anderson.

## Inquérito Policial
O caso da morte do pastor Anderson do Carmo teve mais de um inquérito, o primeiro indiciou Flávio como executor da vítima e Lucas foi indiciado por auxiliar na compra da arma que matou a vítima. O segundo inquérito investigou quem tinha participação no homicídio, tentativas de homicídio por envenenamento, associação criminosa e falsificação de documento para confundir as investigações.
Ao final do inquérito, em agosto de 2020, a polícia havia confirmado que:
- além de Flordelis, sete filhos do casal e uma neta e duas pessoas de fora da família estavam envolvidos no crime;
- o grupo familiar tentava assassinar Anderson desde meados de 2018, com o uso de veneno. A filha biológica de Flordelis, Simone, teria chegado a fazer pesquisas sobre cianeto na Internet. Segundo as investigações, teria havido ao menos seis tentativas de assassinato por envenenamento e uma outra por emboscada, quando Anderson deveria ser morto a tiros por um assassino de aluguel. O crime só não aconteceu porque a vítima, na ocasião, havia trocado de carro, o que teria confundido o atirador;
- que Flordelis havia oferecido dinheiro em troca do silêncio de alguns dos filhos e para que Lucas, o adotivo preso por ter comprado a arma, assumisse o assassinato;[22]
- o motivo do assassinato seria o descontentamento de Flordelis e alguns dos filhos com o poder exercido por Anderson dentro do núcleo familiar, incluindo o controle econômico de tudo.

O delegado Allan Duarte, responsável pelo caso, chegou a afirmar que "não se tratava de uma família, mas de uma organização criminosa".
Nota: o filho que foi testemunha chave chama-se Alexander Felipe, conhecido como Luan. A operação ganhou o nome Lucas 12, numa referência ao capítulo bíblico Lucas 12, que trata de mentira e hipocrisia.

## Perícia e Laudos do IML
Desde o início, os detalhes coletados pela equipe de investigação revelaram inconsistências na história de que o crime teria sido um assalto, e as evidências indicaram um complô familiar planejado e executado na própria casa. Em uma busca na casa, a polícia encontrou no quarto de Flávio dos Santos Rodrigues, uma pistola calibre 9 milímetros, a mesma que matou Anderson do Carmo.
A análise realizada no corpo do pastor revelou que ele foi atingido por vários projéteis de arma de fogo, gerando 30 perfurações, porém os peritos não conseguiram especificar quais ferimentos eram de entrada e saída e quantos disparos ocorreram.
Com relação aos envenenamentos, tais continuaram sem provas concretas, pois a Juíza Nearis negou o pedido de exumação do corpo do pastor Anderson para investigar se haveria vestígios de substâncias tóxicas.

## Cassação do mandato de deputada federal
Flordelis foi eleita deputada federal em 2018 pelo Rio de Janeiro, com mais de 196 mil votos, sob a bandeira da defesa de valores familiares e cristãos. Contudo, após as investigações do assassinato de Anderson do Carmo em junho de 2019, e com a acusação formal em agosto de 2020, iniciou-se um processo no Conselho de Ética e Decoro Parlamentar da Câmara dos Deputados para avaliar sua conduta e a viabilidade de sua permanência no cargo.
Na data de 11 de agosto de 2021, a Câmara dos Deputados aprovou a cassação do mandato da deputada Flordelis, contando com 437 votos favoráveis, 7 contrários e 12 abstenções. Na ocasião, justificou-se a cassação pelo motivo de quebra de decoro parlamentar. Em sua defesa, a deputada afirmou em sessão parlamentar que não haviam elementos de ordem ético-disciplinar que permitiriam que seu mandato fosse cassado. Os advogados de Flordelis, Rodrigo Faucz Pereira e Silva e Jader Marques, complementaram o depoimento da deputada requisitando aos parlamentares votantes que aplicassem a pena alternativa de suspensão de seis meses do mandato até o julgamento do crime pelo Tribunal do Júri; proposta esta que não foi acatada pela Câmara.
Rodrigo Faucz, advogado da ex-deputada, em seu discurso perante a Câmara, disse que Flordelis sofria de discriminação racial e era vítima de perseguição política. O advogado também informou que ia recorrer ao STF e pedir para anular a votação. Esse pedido foi negado pela Ministra Cármen Lúcia. Além de perder seu mandato, Flordelis ficou inelegível devido à Lei Ficha Limpa e quem assumiu seu cargo foi o suplente Jones Moura do PSD. Após perder seu mandato e, consequentemente, sua imunidade parlamentar, a pastora foi presa poucos dias após a sua cassação.  

## Indiciamentos, julgamentos e penas
No dia 24 de agosto de 2020, após o fim do inquérito feito pela polícia, o Ministério Público aceitou a denúncia contra Flordelis e outras dez pessoas. Dos onze indiciados, nove são da família. Eles responderão por crimes diversos: homicídio triplamente qualificado, tentativa de homicídio, falsidade ideológica, uso de documento falso e organização criminosa majorada.
Três deles já estavam na cadeia desde 2019: os filhos Flávio e Lucas e o ex-PM Marcos Siqueira da Costa; outros cinco filhos, uma neta e a esposa do PM foram presos no dia 24 de agosto, enquanto Flordelis não foi presa por ter imunidade parlamentar.
O também político e pastor Magno Malta usou o Twitter para escrever:
Flordelis tentou 6 vezes matar o marido, tramou a morte do marido Anderson do Carmo de forma covarde! protegida pela [sic] famigerado imunidade parlamentar enquanto os filhos estão pesos [sic]! A câmara não pode contemporiza [sic] com isso, deve casar [sic] imediatamente! Covarde!— Magno Malta no Twitter em 25 de agosto de 2020.
Em 13 de agosto de 2021, a ex-deputada foi presa pela Polícia Civil em Niterói. Ela estava em sua casa e antes da prisão, fez uma live negando as acusações que imputam contra ela.

## Julgamento de Flordelis e Outros
Considerado um dos julgamentos mais longos da história do Rio de Janeiro, o júri popular de Flordelis foi realizado entre os dias 7 a 13 de novembro de 2022 no fórum do Tribunal do Júri em Niterói–RJ. Além de Flordelis, três de seus filhos e uma neta foram julgados. Sua defesa, além de dois filhos afetivos e neta, foi feita por uma equipe de advogados coordenada pelo advogado Rodrigo Faucz.
O julgamento de Flordelis, seus filhos e neta não foi o primeiro do caso, outros dois julgamentos ocorreram e resultaram na condenação de todos os réus envolvidos no crime. 
Foi realizado no dia 23 a 24 de novembro de 2021 o julgamento de Flávio dos Santos Rodrigues e Lucas Cezar dos Santos de Souza. Os filhos de Flordelis que estavam presos desde o acontecimento do crime, foram condenados por serem os executores na morte do pastor Anderson do Carmo. 
No dia 12 de abril de 2022, aconteceu o julgamento de Carlos Ubiraci Francisco da Silva, Adriano dos Santos Rodrigues, Andrea Santos Maia e Marcos Siqueira Costa. Os quatro acusados por suas participações no crime, foram condenados por uso de documento falso e associação criminosa armada. André Luiz de Oliveira, filho afetivo de Flordelis seria inicialmente julgado também, porém, sua defesa teve problemas de saúde e o réu não participou deste julgamento. 
Em novembro do mesmo ano, iniciou-se o último julgamento do caso, que durou sete dias. 

### Primeiro dia
- O julgamento começou no Tribunal do Júri de Niterói com a juíza Nearis dos Santos Carvalho Arce presidindo o processo. Flordelis e mais quatro acusados (três filhos e uma neta) estavam no banco dos réus.[33]
- No início do dia, ocorreu o sorteio dos jurados que formariam o Conselho de Sentença, composto por sete cidadãos (três mulheres e quatro homens).[21]
- A promotoria começou a ouvir as testemunhas de acusação, incluindo depoimentos de delegados que investigaram o crime e detalharam como Anderson foi morto brutalmente e as contradições que surgiram nos depoimentos da família. Regiane Ramos Cupti, ex-patroa de Lucas Cezar dos Santos, um dos filhos afetivos da pastora, também deu seu depoimento sobre o cotidiano da família.[33]

### Segundo dia
- No segundo dia de julgamento, foram convocadas 3 testemunhas, e o dia contou com depoimentos que duraram mais de 11 horas. O primeiro a depor foi Tiago Vaz de Souza, seguido por Alexsander Felipe Matos Mendes, também conhecido como Luan, filho afetivo de Flordelis. Finalmente, foi convocado Wagner Andrade Pimenta, mais conhecido como Misael, que descreveu o relacionamento da ex-deputada com a vítima e supostos rituais que aconteciam em casa.[33]

### Terceiro dia
- Seguindo com os depoimentos, Luana Pimenta, esposa de Wagner Pimenta, que detalhou um plano que Marzy, filha afetiva da deputada, havia compartilhado com Luana para matar o pastor Anderson do Carmo. O segundo a depor foi outro filho afetivo de Flordelis, Daniel dos Santos de Souza. Os últimos dois depoimentos do dia foram de Daiane Freires e Raquel Silva que compartilharam as dinâmicas que ocorriam na casa.[34]

### Quarto dia
- Foram apresentadas mais três testemunhas que compartilharam detalhes adicionais sobre as tentativas de assassinato da vítima e como a ex-deputada tinha conhecimento de tudo que acontecia na casa.
- A defesa de Flordelis apresentou sua primeira testemunha, Thayane Dias, filha afetiva da pastora. Diogo Bagano Diniz Gomes, médico de Simone, falou sobre o tratamento de câncer da acusada.  Também foram convocados o Desembargador Siro Darlan e o perito Sami El Jundi.

### Quinto dia
- A primeira testemunha do dia foi o psicólogo Sidnei Priolo Filho, que falou sobre o comportamento agressivo de Anderson e como tais podem ter afetado os filhos. O psiquiatra forense Hewdy Lobo Ribeiro comentou sobre o estado mental da ex-deputada e alguns transtornos que a pastora sofre, assim como sua filha afetiva Marzy.[35]
- Erica Dias, filha afetiva de Flordelis e Marcos Silva, ex-namorado de Simone, foram as últimas testemunhas do dia. Os dois relataram sobre o comportamento da vítima e como ele abusava das próprias filhas.[35]

### Sexto dia e Sétimo dia
- O último dia de julgamento durou mais de 22 horas e terminou no domingo, dia 13 de novembro de 2022. André foi o primeiro réu a ser interrogado, em seu depoimento, ele negou qualquer participação no crime, também contou que nunca presenciou nenhuma agressão a Flordelis por Anderson do Carmo e só tomou conhecimento dos abusos que ocorriam na casa após a morte do pastor.[36]
- A segunda a ser interrogada foi Flordelis, que estava muito emotiva durante seu depoimento. A ex-deputada também negou seu envolvimento na morte de seu marido e compartilha sobre os diversos abusos que sofreu durante seu casamento com Anderson e no final, fala diretamente para os jurados que é inocente. [36]
- Rayane, filha adotiva de Simone foi a terceira a ser interrogada, ela conta que foi abusada sexualmente pelo pastor Anderson, porém tinha medo. Ela também compartilhou que o fato de Anderson forçar todos a trabalhar na igreja era motivo de descontentamento entre os familiares.[36]
- Marzy, filha afetiva de Flordelis foi interrogada após a mãe, ela confessou que junto a Lucas, planejaram matar o pastor. A jovem afirma que além de ser vítima de abuso de Anderson, sabia que outras meninas da casa estavam sendo vítimas também.[36]
- Simone foi a última a ser interrogada. Ela confessou pouco antes da morte do pastor que compartilhou com seu irmão Flávio sobre os abusos que aconteceram na casa contra ela mesma e suas filhas, e que o crime não havia sido planejado, mas um momento de desespero.[36]
- Finalmente começaram os debates entre a acusação, o Ministério Público, e a defesa de Flordelis. Ao final dos debates, o Conselho de Sentença se juntou para determinar o destino dos réus.[36]
- Flordelis e Simone dos Santos foram condenadas. A imprensa considerou inesperada as absolvições de André, Marzy e Rayane, tendo o advogado Rodrigo Faucz declarado que a defesa conseguiu comprovar que eles não tiveram qualquer participação na morte ou nos envenenamentos.[36][37]

Dos onze réus levados ao tribunal em um julgamento que terminou em 13 de novembro de 2022, oito foram condenados e três foram inocentados.
- Flordelis: mandante do assassinato, presa no dia 13 de agosto de 2021; condenada a 50 anos e 28 dias por homicídio triplamente qualificado, tentativa de homicídio duplamente qualificado, uso de documento falso e associação criminosa armada.[38]
- Flávio dos Santos Rodrigues (filho biológico de Flordelis): executor, preso desde 2019; condenado a 33 anos em regime fechado por homicídio triplamente qualificado, porte ilegal de arma, uso de documento ilegal e associação criminosa armada;[39]
- Lucas César dos Santos (adotivo): comprou a arma, preso desde 2019; condenado a 7 anos de prisão em regime fechado por homicídio triplamente qualificado, teve a pena reduzida por colaborar com as investigações;[39]
- Marzy Teixeira da Silva (adotiva): presa no dia 24 de agosto de 2020; inocentada.[38]
- Simone dos Santos Rodrigues (filha biológica de Flordelis): presa no dia 24 de agosto de 2020; condenada a 31 anos e 4 meses por homicídio triplamente qualificado, tentativa de homicídio duplamente qualificado e associação criminosa armada.[38]
- André Luiz de Oliveira (adotivo, ex-marido de Simone): preso no dia 24 de agosto de 2020; inocentado.[38]
- Carlos Ubiraci Francisco da Silva (adotivo, pastor): preso no dia 24 de agosto de 2020; condenado a 2 anos de prisão em regime semiaberto por uso de documento falso duas vezes e por associação criminosa armada;[39][40];
- Rayane dos Santos Oliveira (neta): presa no dia 24 de agosto de 2020; inocentada.[38]
- Adriano dos Santos Rodrigues (filho biológico de Flordelis): preso no dia 24 de agosto de 2020; condenado a 4 anos de prisão em regime semiaberto por uso de documento falso duas vezes e por associação criminosa armada;[39][40]
- Marcos Siqueira Costa (ex-PM): preso desde 2019; condenado a 5 anos, em regime fechado, por uso de documento falso duas vezes e por associação criminosa armada;[39]
- Andrea Santos Maia (mulher do ex-PM Marcos): presa no dia 24 de agosto de 2020; condenada a 4 anos de prisão em regime semiaberto por uso de documento falso duas vezes e por associação criminosa armada;[39][40]

## Atualizações
- A defesa de Flordelis planeja recorrer ao Supremo Tribunal Federal para a nulidade da condenação.[37][41]
- A 2ª Câmara Criminal do Tribunal de Justiça do Rio (TJRJ) diminuiu 28 dias da pena da pastora Flordelis.[42]
- O Ministério Público recorreu o resultado do julgamento de Rayane dos Santos Oliveira (neta de Flordelis e filha adotiva de Simone); Marzy Teixeira (filha afetiva da pastora); e André Luiz de Oliveira (também filho afetivo da ex-deputada, marido de Simone e pai de Rayane), inocentados no julgamento de 2022, para passarem por um novo julgamento. O advogado Rodrigo Faucz, que representou os quatro, diz que as absolvições foram legítimas, “não ocorreu qualquer nulidade, sendo que a absolvição se deu pela apresentação de provas irrefutáveis da inocência dos três” e que a anulação do processo “deverá ser revista pelas cortes superiores”.[43]
- Enquanto presa, Flordelis fez 5 cursos, de teologia à automaquiagem, o que reduziu sua pena em 142 dias (7 meses e 8 dias), do seu total de 2.190 dias de detenção.[44]